# Cięcie plazmowe

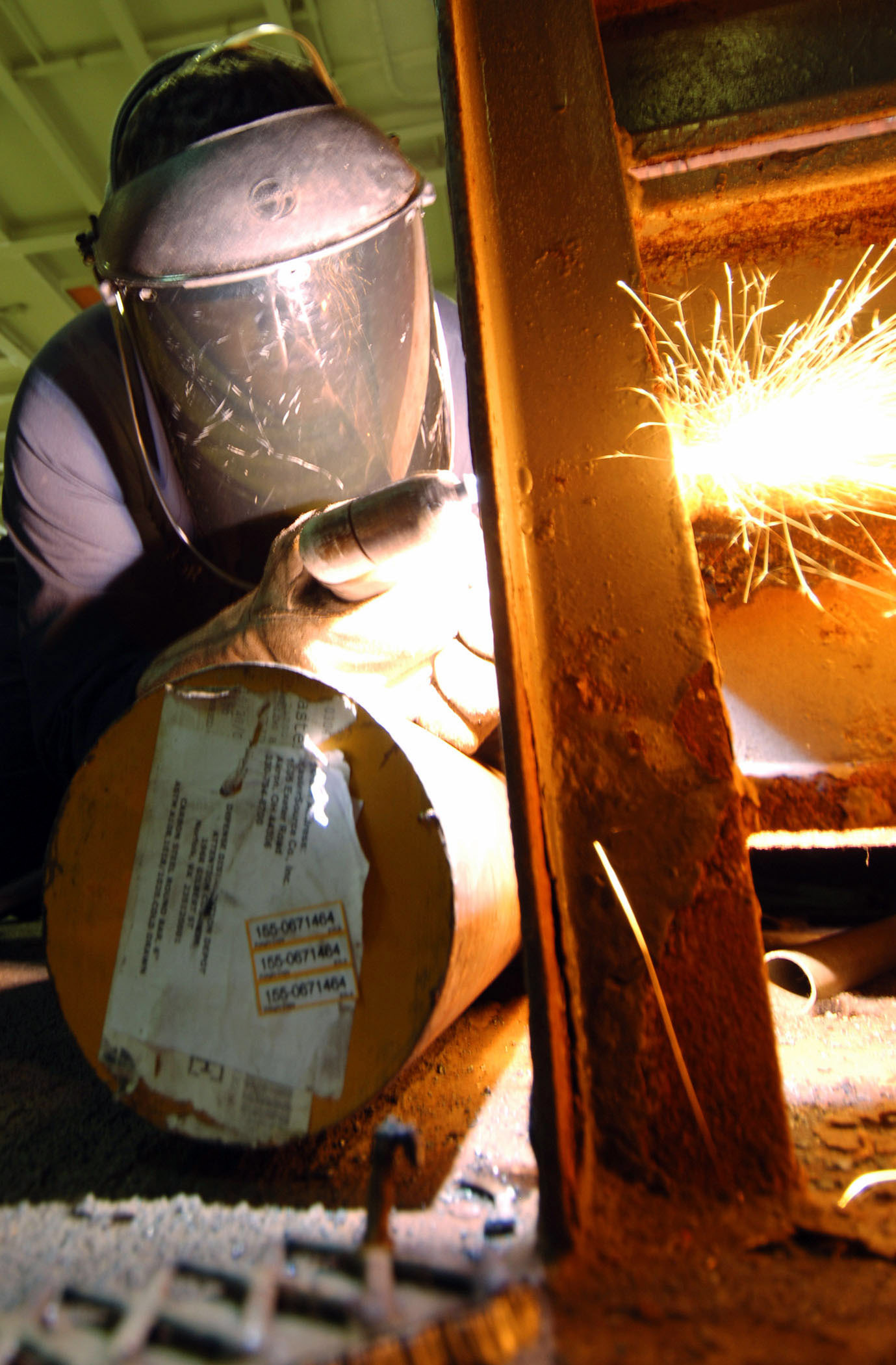
Cięcie plazmowe ręczne

Cięcie plazmowe – proces cięcia metali (stali, stopów aluminium, stopów miedzi itp.) przy zastosowaniu łuku plazmowego. Cięcie plazmowe prowadzone jest w sposób zmechanizowany lub ręczny. Procesy cięcia zmechanizowanego dotyczą głównie cięcia przy zastosowaniu przecinarek CNC lub robotów przemysłowych. Źródłem ciepła topiącym metal jest łuk plazmowy jarzący się między elektrodą, a materiałem obrabianym.
Przed utworzeniem głównego łuku plazmowego może być wytwarzany łuk pilotażowy (pomocniczy), który jarzy się między elektrodą, a dyszą plazmową. Duża gęstość energii cieplnej charakteryzująca łuk plazmowy umożliwia prowadzenie cięcia z prędkościami dochodzącymi do 10 m/min. Prędkość cięcia oraz przebijalność blach uwarunkowana jest głównie parametrami prądowymi łuku plazmowego oraz gatunkiem i grubością ciętego metalu. Stosowane obecnie źródła plazmy umożliwiają przebijanie blach ze stali niskowęglowych o grubości do ok. 60 mm. W przypadku cięcia stali nierdzewnych, kwasoodpornych itp. przebijalność spada o ok. 20%. Łuk plazmowy generowany jest przez źródło plazmy. Źródła plazmy stosowane przy cięciu zmechanizowanym umożliwiają uzyskanie wysokiej jakości krawędzi ciętego metalu m.in. poprzez zastosowanie dodatkowych gazów wirujących, których zadaniem jest dodatkowe zawężenie łuku plazmowego w plazmotronie. Stosowane powszechnie gazy plazmowe i wirujące to przy cięciu stali niskowęglowych: powietrze i tlen, przy cięciu stali nierdzewnych azot i mieszanki argon/wodór/azot.

## Parametry cięcia plazmowego
- natężenie prądu cięcia[1]
- napięcie łuku plazmowego[1]
- prędkość cięcia[1]
- odległość palnika od ciętego materiału[1]
- rodzaj, ciśnienie i natężenie przepływu gazu osłonowego[1]
- rodzaj i konstrukcja elektrody[1]
- średnica dyszy tnącej[1]